# Alexandre, Vescomte de Beauharnais

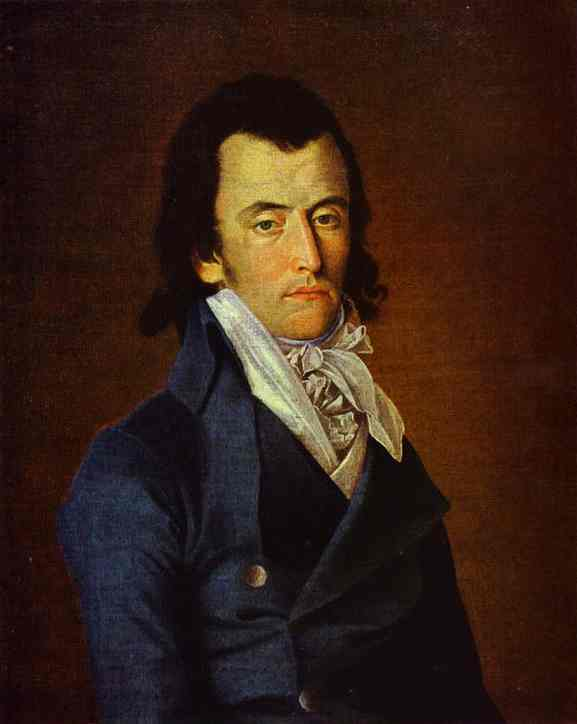
Alexandre de Beauharnais

Alexandre François Marie de Beauharnais, Vescomte de Beauharnais (28 de maig de 1760 – 23 de juliol de 1794) va ser un militar i polític francès durant la Revolució francesa. Va ser el primer marit de Joséphine Tascher de la Pagerie, la qual més tard es casaria amb Napoleó Bonaparte i va esdevenir Emperadriu del Primer Imperi francès.
Alexandre va ser arrestat el març de 1794, i, seguint la seva sentència de mort durant el Regne del Terror, va ser executat a la guillotina a la Place de la Révolution (actualment, Plaça de la Concòrdia) de París.
El pare d'ell, François de Beauharnais, marquès de La Ferté-Beauharnais (1714–1800) va ser governador de La Martinique. Alexandre va néixer del primer matrimoni del seu pare amb Marie Henriette Pyvart de Chastullé (1722–1767) - era germà de Francis VI de Beauharnais. El seu pare es tornà a casar el 1796 amb Eugenie de Tascher de la Pagerie (1739–1803).

## Biografia
Alexandre nasqué a Fort-Royal (actualment Fort-de-France), Martinique. El 13 de desembre de 1779 es casà a París amb Joséphine Tascher de la Pagerie, van tenir dos fills:
- Eugène de Beauharnais (1781 – 1824).
- Hortense de Beauharnais (1783 – 1837), futura mare de Napoleó III.

Alexandre lluità en l'exèrcit de Louis XVI de França en la guerra d'independència dels Estats Units. Més tard va ser diputat per la noblesa en els Estats Generals de 1789 i va ser president de l'Assemblea Constituent de 19 de juny a 3 de juliol de 1791 i de 31 de juliol a 1 d'agost de 1791. Va ser fet general durant les guerres revolucionàries franceses, però va renunciar-hi i va ser nomenat ministre de guerra el juny de 1793. Va ser nomenat general en cap de l'exèrcit revolucionari del Rhin el 1793.
El 2 de març de 1794, el Comitè de Seguretat General va ordenar el seu arrest. Va ser acusat de defensar poc Mainz durant el Setge de Mainz de 1793, i va ser considerat aristòcrata sospitós i empresonat a la presó de Carmes i sentenciat a morir. La seva esposa, Josephine de Beauharnais, també va ser empresonada a la mateixa presó el 21 d'abril de 1794, però després de tres mesos va ser alliberada gràcies al judici contra Maximilien Robespierre.
Alexandre va ser guillotinat, junt amb el seu cosí Augustin, a l'actual Plaça de la Concòrdia de París, només 5 dies abans de la caiguda i execució de Robespierre.
A través del seu fill ell és avantpassat de les actuals cases reials de Bèlgica, Dinamarca, Noruega i Suècia, com també de la gran Casa Ducal de Luxemburg.